# Neuve-Église
 Neuve-Église (en alsacià Neikírich) és un municipi francès, situat a la regió del Gran Est, al departament del Baix Rin. L'any 1999 tenia 620 habitants. Limita amb Breitenau, Villé, Triembach-au-Val, Saint-Maurice i Dieffenbach-au-Val.
Forma part del cantó de Mutzig, del districte de Sélestat-Erstein i de la Comunitat de comunes de la Vall de Villé.

## Demografia
| 1962 | 1968 | 1975 | 1982 | 1990 | 1999 |
| ---- | ---- | ---- | ---- | ---- | ---- |
| 437  | 455  | 525  | 580  | 598  | 620  |

## Administració
| Període   | Identitat      | Partit |
| --------- | -------------- | ------ |
| 2001-2008 | René Haag      |        |
| 2008      | Roland Rengert |        |